# Трудолюбівка (Гречаноподівська сільська громада)
Трудолю́бівка — село в Україні, в Криворізькому районі Дніпропетровської області. Входить до складу Гречаноподівської сільської громади. Населення — 136 мешканців. 

## Географія
Село Трудолюбівка знаходиться за 1,5 км від села Калинівка та за 2,5 км від сіл Красний Під і Подове. На відстані 2,5 км проходить канал Дніпро - Кривий Ріг. Поруч проходить автомобільна дорога Н23.

## Історія
Село Трудолюбівка раніше називалося Лекерт і входило в Сталіндорфський єврейський національний район.
У селі похований Денисюк Василь Захарович — молодший сержант Збройних сил України, учасник російсько-української війни. Загинув захищаючи Дебальцеве.
До 2016 року орган місцевого самоврядування — Розилюксембурзька сільська рада.

## Населення

### Мова
Розподіл населення за рідною мовою за даними перепису 2001 року:
| Мова       | Відсоток |
| ---------- | -------- |
| українська | 85,3 %   |
| російська  | 11 %     |
| білоруська | 3,7 %    |

## Інтернет-посилання
- Погода в селі Трудолюбівка

1. ↑  Рідні мови в об'єднаних територіальних громадах України — Український центр суспільних даних